# John John Jesse
John John Jesse é um pintor e músico Nova-Iorquino contemporâneo.

## Biografia
Expulso da escola, saiu de casa aos 15 anos. Decidiu desenhar como um hobby para evitar recaídas no vicio das drogas.
Ele costuma pintar representações de pessoas que compartilhavam seu estilo de vida no submundo punk e das drogas.
A maioria dos personagens presentes em seus quadros são de amigos seus. Ele geralmente os pinta nus ou seminus, em situações que são ao mesmo tempo fantásticas e assustadores. E John John Jesse sempre procura transgredir com seu trabalho.
Jesse também tocou baixo na banda punk Nausea e desenhou pôosters e capas de discos para músicos como Agnostic Front.
Atualmente Jesse toca guitarra na banda Morning Glory.